# Operação Rizoma
Operação Rizoma é uma operação da Polícia Federal brasileira realizada em 12 de abril de 2018. A operação foi deflagrada em conjunto com o Ministério Público Federal (MPF) e investiga os crimes de lavagem de dinheiro, evasão de divisas e corrupção que causaram prejuízos com investimentos nos fundos de pensão dos Correios (Postalis) e do Serviço Federal de Processamento de Dados (Serpos). A operação também contou com a participação da Receita Federal.
A origem do nome da operação se da por Rizoma, na botânica, ser uma espécie de caule que se ramifica sob a terra, tratando-se de uma alusão ao processo de lavagem de dinheiro e ao entrelaçamento existente entre as empresas investigadas.
Cento e quarenta policiais federais participaram da ação. As investigações tiveram como ponto de partida um acordo de delação premiada feito com um dos participantes do esquema que se apresentou espontaneamente aos procuradores da Lava Jato no Rio de Janeiro. A Operação Rizoma é desdobramento das operações Eficiência, Hic et Ubique e Unfair Play, tendo como finalidade aprofundar as investigações relacionadas à organização chefiada por Sérgio Cabral. Na operação foram apreendidos 400 mil reais em dinheiro.
O esquema de lavagem de dinheiro contou com o auxílio do operador financeiro Edward Penn, que possibilitou o envio de 45 milhões de reais para contas internacionais, que posteriormente voltaram ao Brasil em espécie.
Em 4 de julho de 2018, o Tribunal Regional Federal da 2ª Região (TRF2) decidiu que a 7 Vara Federal de Justiça do Rio de Janeiro não tinha competência para conduzir o processo do empresário Arthur Machado. A decisão, tomada em habeas corpus pode ser estendida a outros réus.
Em 28 de novembro de 2018, por 7 votos a 1, o Superior Tribunal de Justiça (STJ) decidiu conflito de competência entre a justiça do RJ e do DF para julgar a ação penal, decidindo por transferir o processo para  a Justiça Federal de Brasília, a continuidade pela Operação Pausare.
Em 20 de junho de 2023, a 3ª Turma do TRF-1, em Brasília, decidiu pelo trancamento da ação penal ligada ao caso a pedido da defesa do empresário Arthur Machado. O julgamento foi unânime.
Em 01 de março de 2024, a desembargadora Maria do Carmo Cardoso, do TRF-1, em Brasilia, estendeu a Marcelo Borges Sereno, Wagner Pinheiro de Oliveira, Patrícia Bittencourt de Almeida Iriarte, Adeilson Ribeiro Telles, Edward Gaede Penn, Milton de Oliveira Lyra os efeitos de julgamento de junho de 2023 da 3ª Turma do tribunal sobre o empresário Arthur Pinheiro Machado.
Em 08 de maio de 2024, a Justiça Federal de Brasília extinguiu o processo proveniente da Operação Rizoma.  O juiz da 12ª Vara de Brasília, estendeu a sete réus que ainda restavam no processo o mesmo benefício que já havia sido dado a outros acusados na mesma ação.

## Mandados
Foram cumpridos dez mandados de prisão e 21 mandados de busca e apreensão. Os mandados foram cumpridos no Rio de Janeiro, em São Paulo e no Distrito Federal.

## Consequências
De acordo com o procurador da República Eduardo El Hage, coordenador da Lava Jato no Rio, o esquema criminoso causou prejuízos não só aos pensionistas dos fundos, mas também à economia brasileira. "Seria muito saudável para a economia brasileira se os critérios dos investimentos dos fundos de pensão fossem técnicos", disse o procurador. "Mas o que ocorreu no Brasil por muito tempo foi que partidos políticos indicaram pessoas para os fundos, e esses fundos escolhiam empresas com rating muito baixos, faziam aportes volumosos e depois havia cobrança de propina".

## Fatos posteriores
O Ministério Público Federal (MPF) denunciou 16 pessoas da ação penal decorrente da operação Rizoma e outras investigações (Calicute, Eficência, Câmbio e Desligo e Hic et Ubique). Entre os denunciados estão o ex-tesoureiro do PT, João Vaccari Neto; e o homem apontado como operador do MDB, Milton Lyra.
De acordo com os investigadores, os citados compõem uma "grande e complexa organização criminosa dedicada à prática de diversos crimes". Entre os crimes cometidos, o MPF apontou evasão de divisas, lavagem de dinheiro, corrupção, e crimes contra o sistema financeiro nacional.